# Biskupi ’s-Hertogenbosch
Biskupi ’s-Hertogenbosch - lista biskupów pełniących swoją posługę w diecezji ’s-Hertogenbosch.

## Biskupi 's-Hertogenbosch (1559-1648)
| L.p. | Lata rządów | Imię i nazwisko               |
| ---- | ----------- | ----------------------------- |
| 1.   | 1561–1570   | bp Franciscus Sonnius         |
| 2.   | 1570–1580   | bp Laurentius Metsius         |
| *    | 1580–1584   | sede vacante                  |
| 3.   | 1584–1592   | bp Clemens Crabeels           |
| 4.   | 1593–1614   | bp Ghisbertus Masius          |
| 5.   | 1615–1625   | bp Nicolaas Zoesius           |
| 6.   | 1626–1637   | bp Michael Ophovius           |
| *    | 1637–1641   | ks. Henricus van de Leemputte |
| 7.   | 1641–1647   | bp Joseph Bergaigne           |

## Wikariusze apostolscy ’s-Hertogenbosch (1648-1853)
| L.p. | Lata rządów | Imię i nazwisko                 |
| ---- | ----------- | ------------------------------- |
| 1.   | 1648–1656   | ks. Henricus van de Leemputte   |
| 2.   | 1656–1657   | ks. Henricus Vos                |
| 3.   | 1657–1658   | ks. Nicolaus van Broechoven     |
| 4.   | 1657–1661   | abp Jacobus de la Torre         |
| 5.   | 1662–1666   | bp Eugenius Albertus d'Allamont |
| 6.   | 1666–1681   | bp Jadocus Houbraken            |
| 7.   | 1681–1691   | bp Guilielmus Bassery           |
| 8.   | 1691–1701   | bp Martinus Stevaert            |
| 9.   | 1701–1726   | bp Petrus Govarts               |
| *    | 1726–1745   | sede vacante                    |
| 10.  | 1745–1756   | bp Martinus van Litsenborg      |
| *    | 1756–1763   | sede vacante                    |
| 11.  | 1763–1790   | bp Andreas Aerts                |
| 12.  | 1790–1831   | bp Antonius van Alphen          |
| 13.  | 1831–1851   | bp Henricus den Dubbelden       |
| 14.  | 1851–1853   | bp Joannes Zwijsen              |

## Biskupi ’s-Hertogenbosch (od 1853 r.)

### Ordynariusze
| L.p. | Lata rządów | Imię i nazwisko                |
| ---- | ----------- | ------------------------------ |
| 8.   | 1853–1877   | abp Joannes Zwijsen            |
| 9.   | 1878–1892   | bp Adrianus Godschalk          |
| 10.  | 1892–1919   | bp Wilhelmus van de Ven        |
| 11.  | 1919–1943   | bp Arnoldus Frans Diepen       |
| 12.  | 1943–1960   | bp Wilhelmus Mutsaerts         |
| 14.  | 1960–1966   | bp Wilhelmus Bekkers           |
| 15.  | 1966–1983   | bp Johannes Bluyssen           |
| 16.  | 1985–1998   | bp Johannes ter Schure, S.D.B. |
| 17.  | 1998–2016   | bp Antoon Hurkmans             |
| 18.  | od 2016     | bp Gerard de Korte             |

### Biskupi pomocniczy
- 1915–1919: bp Arnold Frans Diepen, koadiutor, biskup tytularny Danaba
- 1942–1943: bp Willem Pieter Adrian Maria Mutsaerts, koadiutor, biskup tytularny Lyrbe
- 1956–1960: bp Wilhelmus Marinus Bekkers, koadiutor, biskup tytularny Thassus
- 1961–1966: bp Johannes Willem Maria Bluijssen, biskup tytularny Aëtus
- 2010–2011: bp Jan Liesen, biskup tytularny Tunnuna
- od 2010: bp Rob Mutsaerts, biskup tytularny Uccula